# 孫智勳
孫智勳（韓語：손지훈，1975年2月12日—），韓國男演員。

## 演出作品

### 電視劇
- 2006年：CCTV8《妈妈的酱汤馆》飾演 安平原
- 2010年：SBS《雅典娜：戰爭女神》飾演 洪振錫
- 2014年：MBC《Triangle》飾演 李智勳

### 電影
- 2010年：《再見，總有一天》

## 外部連結
- NAVER（页面存档备份，存于）